# Gianfranco Bertoli
Gianfranco Bertoli (Venezia, 30 aprile 1933 – Livorno, 17 dicembre 2000) è stato un terrorista italiano vicino a Ordine Nuovo e informatore dei Carabinieri, del SIFAR e del SID. Fu autore della strage della Questura di Milano, autoproclamandandosi anarchico individualista, e venendo condannato all'ergastolo per la morte di 4 persone.

## Biografia
Il passato di Gianfranco Bertoli, prima dell'attentato, era confuso e contraddittorio: negli anni cinquanta fu infiltrato nel PCI e informatore dei Carabinieri, in seguito commise piccoli reati, divenne tossicodipendente e frequentò gli ambienti anarchici. 
Ebbe contatti con gruppi neofascisti. Rinforzano tali ipotesi le testimonianze di Gianfranco Belloni, Vincenzo Vinciguerra, Martino Siciliano, Carlo Digilio, Pietro Battiston, Ettore Malcangi, Roberto Cavallaro, e, soprattutto, Franco Freda, con il quale Bertoli condivise la detenzione nel carcere di San Vittore nei primi anni settanta. La copia dell'opera stirneriana L'Unico e la sua proprietà trovata in possesso di Bertoli era pubblicata dalle edizioni di Ar, casa editrice di estrema destra di proprietà di Freda.
Venne coinvolto marginalmente anche nel processo per l'omicidio Calabresi, nel 1990. Secondo il perito Renato Evola, uno degli identikit, da lui eseguiti in seguito, del killer di Calabresi era simile alle fattezze di Gianfranco Bertoli, il quale risultava però in Israele nel 1972.

## La strage

Gianfranco Bertoli in una foto del 1973

Il 17 maggio 1973 Bertoli lanciò una bomba a mano di fabbricazione israeliana (portata in Italia da lui stesso, reduce da un soggiorno in un kibbutz israeliano e fornitagli da Sergio Minetto, all'epoca  indicato tra gli informatori di Ordine Nuovo per la CIA) nel cortile della Questura di Milano di via Fatebenefratelli, durante l'inaugurazione di un busto in memoria del commissario Luigi Calabresi, alla presenza dell'allora Ministro dell'interno Mariano Rumor. La bomba non colpì il Ministro, che si era già allontanato, rimase inesplosa e un membro delle forze dell'ordine mai identificato nel tentativo di respingerla con un calcio ne provocò l'esplosione contro un gruppo di presenti la quale uccise 4 persone e ne ferì 52.
L'attentatore fu subito arrestato. Si proclamò anarchico individualista, seguace delle teorie di Max Stirner. Dichiarò di aver voluto punire il Ministro Rumor per la morte dell'anarchico Giuseppe Pinelli (subito dopo la strage urlò «Morirete tutti come Calabresi e ora uccidetemi come Pinelli»). Al processo negò il coinvolgimento di altri nell'attentato, assumendosi tutte le responsabilità. Nel 1975 fu condannato all'ergastolo.
La magistratura sospettò che la motivazione addotta da Bertoli non fosse veritiera e aprì un processo per complicità a carico di esponenti di estrema destra. Il sospetto era che l'attentato fosse stato effettuato da Bertoli per punire Rumor, non per la morte dell'anarchico Pinelli, ma per non aver proclamato lo stato d'assedio dopo la strage di piazza Fontana. Contrario a questa versione dei fatti fu Francesco Cossiga, che davanti alla Commissione stragi presieduta da Giovanni Pellegrino affermò che non era credibile, escludendo la possibilità da parte di un politico consapevole di proclamare lo stato d'assedio in quanto avrebbe scatenato una guerra civile. Stando all'ex Presidente della Repubblica, Rumor ne avrebbe parlato genericamente senza specificare.
Furono avanzate ipotesi che Bertoli avesse agito aiutato da complici e alcuni procedimenti giudiziari cercarono di far luce sull'esistenza di tali presunte complicità, ma i procedimenti si conclusero senza risultati. Il 21 luglio del 1998 furono rinviati a giudizio i neofascisti Carlo Maria Maggi, Giorgio Boffelli, Francesco Neami, l'ex colonnello Amos Spiazzi, accusati di concorso in strage, e Gianadelio Maletti, ufficiale dei servizi segreti, per omissione di atti d'ufficio, soppressione e sottrazione di atti e documenti riguardanti la sicurezza dello Stato. Bertoli rifiuterà di testimoniare al secondo processo, adducendo come giustificazione l'impossibilità di parlare sotto l'effetto della droga. L'11 marzo del 2000, la Corte d'assise di Milano condannò i tre imputati all'ergastolo e Maletti a 15 anni.
Il verdetto è stato ribaltato in appello dopo la morte di Bertoli e in Cassazione nel 2004: tutti gli imputati furono assolti per insufficienza di prove. La sentenza d'appello nei confronti di Maggi e Neami del 1º dicembre 2004, confermata dalla Cassazione il 13 ottobre 2005, motivò che Bertoli non era un anarchico e frequentava ambienti neofascisti. In questo senso la strage fu iscritta all'interno di quella che viene comunemente chiamata "strategia della tensione", finalizzata alla destabilizzazione dell'ordine pubblico e alla stabilizzazione dell'ordine politico. Quindi la strage risulterebbe essere un'operazione clandestina organizzata da Ordine Nuovo, che attraverso l'espediente della maschera anarchica voleva ridare vigore alla pista rossa e allontanare le indagini dalla pista nera.

## Rapporti con l'anarchismo
Il movimento anarchico condannò inizialmente il suo gesto. Venne in seguito «riabilitato», pur senza accettazione del gesto, da una parte del movimento anarchico, tra cui l'ideologo anarco-insurrezionalista ed editore Alfredo Maria Bonanno, con cui ebbe un rapporto epistolare le cui lettere furono pubblicate in seguito.

Lo stesso Bertoli ammise che il suo gesto era errato:
Dal carcere riallacciò i rapporti con gli anarchici e collaborò alla rivista anarchica A/Rivista Anarchica. I suoi articoli furono raccolti nel volume Attraversando l'arcipelago. Pubblicò anche il libro intervista Memorie di un terrorista. Talvolta anche Senzapatria pubblicò alcuni suoi interventi.
L'attentato fu oggetto di molte strumentalizzazioni, che cercarono di attribuire al Bertoli molte qualifiche ideologiche alle quali si disse estraneo. Egli reagì riaffermando sempre, costantemente, la sua versione originale.
In carcere tenterà anche il suicidio per tali accuse di connivenza con la strategia della tensione in Italia. Dopo numerosi anni di detenzione e di isolamento, Bertoli ottenne il regime di semilibertà, ebbe un modesto lavoro, ma piombò immediatamente nella tossicodipendenza da eroina.

Anche in seguito, quando si scoprì che la regia della strage era maturata all'interno di Ordine Nuovo e Bertoli era un infiltrato, cercò di uccidersi tramite overdose di eroina, ritenendo di essere stato diffamato. Fu trovato in stato di incoscienza in un centro per senzatetto di Livorno, dove viveva, il 21 giugno 1997, ma fu salvato dalla polizia che allertò l'ambulanza; accanto a lui c'era un biglietto scritto di sua mano: 
In ospedale rilasciò la sua ultima intervista al giornale Il Tirreno:
Nei suoi ultimi anni frequentò ambienti cattolici e gli ultra di estrema sinistra della squadra locale di calcio. Bertoli morì per cause naturali alla fine del 2000 a Livorno.

## I rapporti con i servizi segreti
Secondo la relazione della Commissione stragi, Bertoli era stato un informatore del SIFAR tra il 1954 e il 1960 e di nuovo dal 1966 con il nome di copertura di "Negro"; i rapporti tra Bertoli e il SID erano ancora in corso almeno fino al 1971. Nello stesso anno si trasferì in Israele e collaborò con i Servizi locali e il Mossad. Il giorno stesso della strage il SID prese contatto con l'omologo israeliano per acquisire informazioni sull'attentatore. Su indicazioni del generale Gianadelio Maletti, quanto scoperto dal SID non venne comunicato alle autorità giudiziarie. Lo Stato israeliano invece non fece mai chiarezza sul perché della presenza di Bertoli nel proprio territorio, perlopiù in un kibbutz quando erano già noti i suoi precedenti, né di come egli sia entrato così facilmente in possesso di una granata passando inoltre i controlli prima del rientro.
Poco dopo la strage il quotidiano La Notte aveva ricevuto una serie di telefonate anonime che suggerirono agli investigatori di indagare sui residenti di un appartamento in via Venezia a Milano, studenti universitari, che secondo l'anonimo telefonista, erano una cellula del Mossad e la chiave della strage alla questura. Curiosamente, cinque giorni dopo la chiamata, uno degli inquilini, Katz Moshe, venne trovato cadavere nella vasca da bagno ufficialmente per colpa di un'intossicazione di monossido di carbonio prodotta da uno scaldabagno guasto presentando vistose ferite al collo. La salma venne rimpatriata in Israele prima che venisse effettuata l'autopsia e nei giorni seguenti i suoi coinquilini divennero irreperibili. Non vennero effettuate ulteriori indagini.
Bertoli sarebbe stato un civile arruolato nell'organizzazione Gladio, anche se successivamente lo smentì in un'intervista rilasciata al quotidiano La Stampa. Nell'elenco dei 622 «gladiatori» effettivi reso pubblico nel 1990 il suo nome non è presente, ma la Commissione Stragi ha specificato: «Un cenno a parte merita il rapporto con Gladio, nella cui rete Bertoli è stato quasi certamente reclutato, pur se inserito tra i "negativi". Benché la VII divisione del SISMI e i responsabili di Gladio abbiano a lungo sostenuto trattarsi di una semplice omonimia, gli accertamenti esperiti hanno consentito di smentire questa ipotesi, confermando la presenza di Bertoli tra coloro che furono inseriti, pur se con esito negativo, nella struttura di Gladio».
Nel 2002 il generale Nicolò Pollari (direttore del SISMI), sentito dai giudici della terza Corte d'appello di Milano ha confermato che Bertoli è stato un informatore del SIFAR prima, e del SID in seguito. Il generale ha anche confermato che Bertoli ha avuto rapporti con i servizi segreti negli anni cinquanta fino al 1960. Nessuna conferma sul fatto che Bertoli abbia o meno ripreso a collaborare con il servizio nel 1966. Esiste, infatti, agli atti la copertina di un fascicolo con il titolo Fonte Negro cioè il nome di copertura di Bertoli datato 1966. Secondo tre ex ufficiali del SID, che avevano parlato della collaborazione di Bertoli negli anni cinquanta (Viezzer, Genovesi e Cogliandro) la fonte Negro poteva essere stata riattivata nel 1966. Pollari ha spiegato che con ogni probabilità quest'ultimo fascicolo è in realtà stato aperto dopo la strage alla Questura nel 1973, e che la data 1966 fa riferimento alle norme di archiviazione.

Bertoli fu associato anche al gruppo Pace e Libertà di Edgardo Sogno, circostanza da lui smentita: 